# Kozyriewka (rejon bolszesołdatski)
Kozyriewka (ros. Козыревка) – wieś (ros. село, trb. sieło) w zachodniej Rosji, w sielsowiecie samoriadowskim rejonu bolszesołdatskiego w obwodzie kurskim.

## Geografia
Miejscowość położona jest nad rzeką Worobża, 1 km od centrum administracyjnego sielsowietu samoriadowskiego (Samoriadowo), 11 km od centrum administracyjnego rejonu (Bolszoje Sołdatskoje), 71,5 km od Kurska.

## Demografia
W 2010 r. miejscowość zamieszkiwały 252 osoby.